# Upper West Side
L'Upper West Side è un quartiere dell'isola newyorkese di Manhattan che unisce Central Park con il fiume Hudson. Si estende tra la 59ª Street a sud e la 110ª Street a nord. I confini sono: Hell's Kitchen a sud, Columbus Circle a sud-est, Morningside Heights a nord, il fiume Hudson ad ovest e Central Park ad est. Il suo nome proviene dalla sua collocazione, essendo nella parte alta dell'isola di Manhattan (upper), ed al lato sinistro del parco (west side). Come l'Upper East Side, il West Side è originariamente un quartiere residenziale e commerciale, i cui abitanti lavorano nelle aree di Midtown e di Lower Manhattan. Il quartiere ha la reputazione di essere l'area di New York City con maggiori lavoratori in ambito culturale ed artistico, mentre l'East Side è tradizionalmente il quartiere dei lavoratori di affari e commercio.

## Geografia
Nonostante il confine settentrionale sia storicamente citato come la 110ª street, che fissa il quartiere lungo Central Park, è ora comunemente considerato la 125ª street, includendo i Morningside Heights e la più popolare Manhattan Velley. Da nord a sud, le avenues del West Side sono: la Riverside Drive (12ª avenue), la West End Avenue (11ªavenue), Broadway, Amsterdam Avenue (10ª avenue), Columbus Avenue (9ª avenue), Central Park West (8ª avenue). Nel quartiere, Broadway corre lungo 66 isolati, formando la spina del quartiere: fino alla 72ª street incrocia le avenues e le streets diagonalmente, poi inizia ad essere parallela, formando un reticolato con le streets. La strada entra nel quartiere in corrispondenza dell'incrocio formato da Columbus Circle, ovvero l'angolo sud ovest di Central Park e Central Park West. Nella Lincoln Square (65ª street) incrocia Columbus Avenue, e dopo aver passato anche Verdi Square (72ª street) ed aver incrociato anche Amsterdam Avenue, Broadway inizia a dirigersi parallelamente alle altre avenues, sconfinando verso Harlem.

## Edifici commerciali
- Le torri gemelle del Time Warner Center, a Columbus Circle, quindi lungo il confine con Midtown
- L'American Broadcasting Company (ABC) situata nel Lincoln Center

## Edifici culturali
- Il Metropolitan Opera House, sede del New York Philharmonic
- L'American Museum of Natural History

## Luoghi italiani

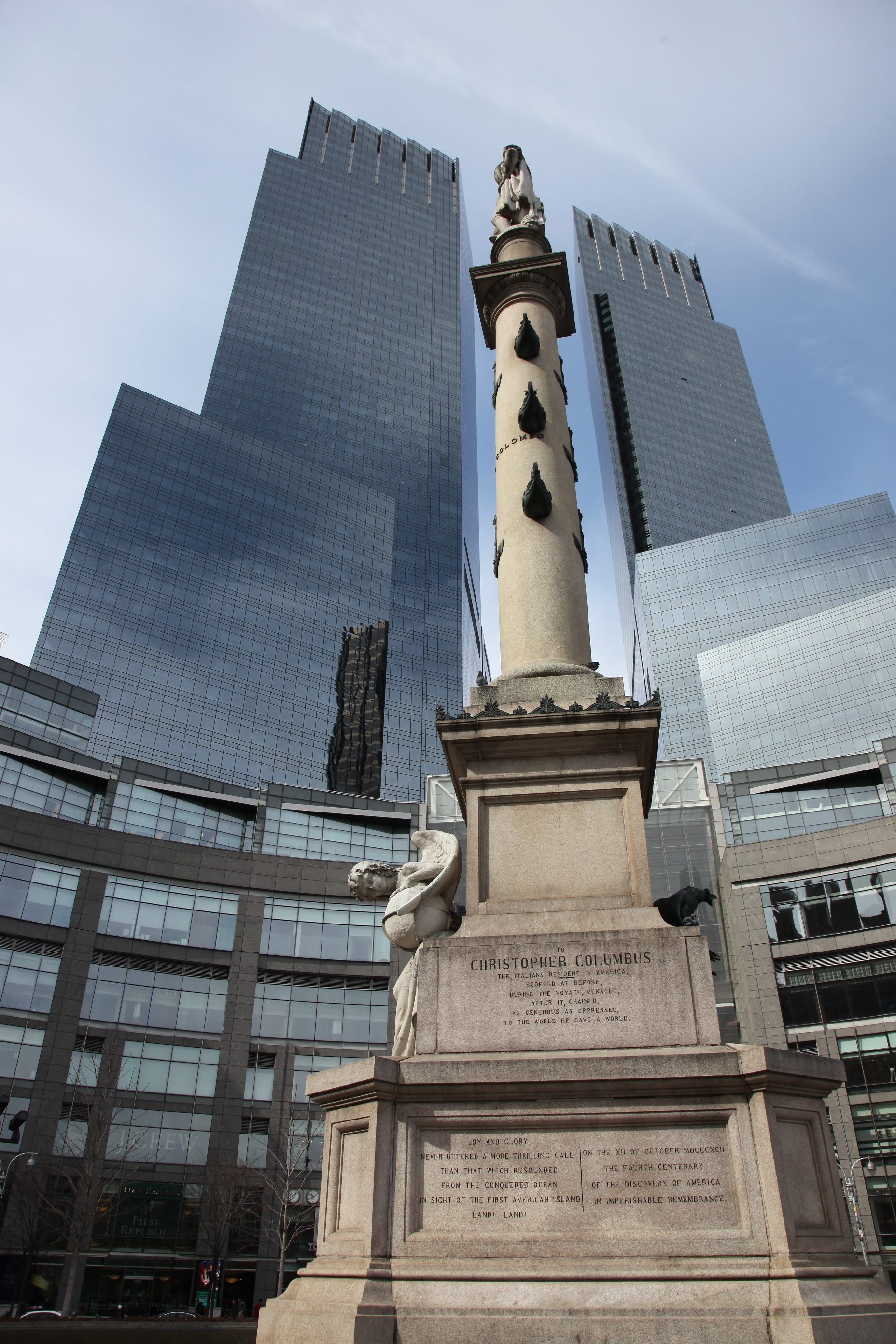
Columbus Circle, con le torri del Time Warner Center

- Columbus Circle, rotatoria che unisce le strade: Central Park South, Central Park West, Broadway e l'8ª Avenue. Al centro della rotatoria vi è una grande statua raffigurante Cristoforo Colombo
- Columbus Avenue
- Dante Park, parco triangolare voluto dalla comunità degli italoamericani, all'incrocio di Broadway, Columbus Avenue e la 64ª street. Al centro vi è un busto raffigurante Dante Alighieri, opera dell'italiano Ettore Ximenes, costruita nel 1921, 600º anniversario della morte del poeta
- Verdi Square, piccolo giardino trapezoidale che si trova nell'incrocio tra la 72ª street, Broadway, Amsterdam Avenue e la 73ªstreet. Al centro vi è un busto raffigurante Giuseppe Verdi. Nel giardino vi è anche la stazione della metropolitana.

## Istruzione
- Columbia University nei Morningside Heights

## Residenze
- L'Ansonia Hotel, in stile Beaux-Arts, 2109 Broadway

E su Central Park West:
- The San Remo
- The Dakota
- The Langham
- The Majestic

## Central Park

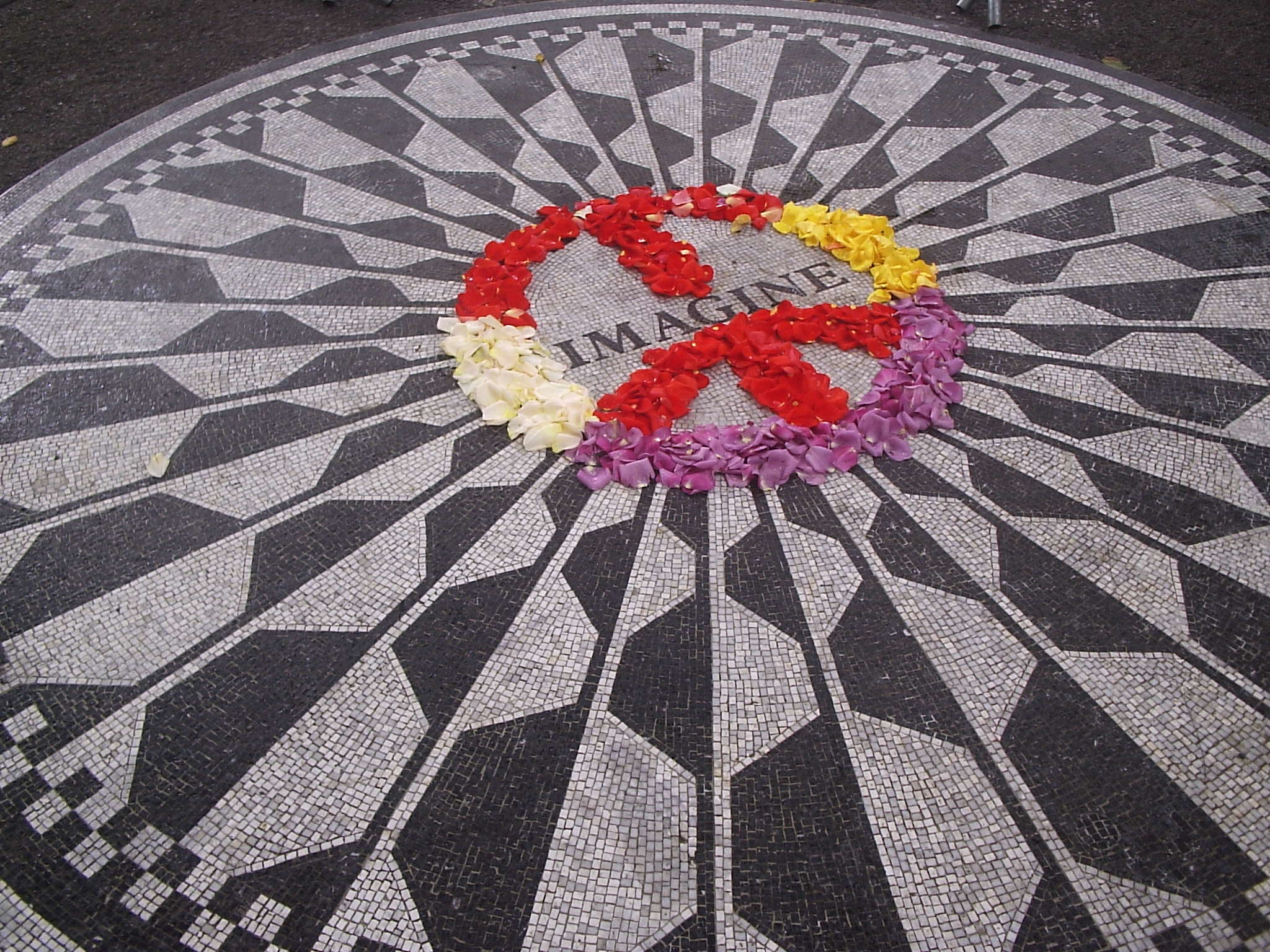
Lo Strawberry Fields Memorial, a Central Park

Gli Strawberry fields sono una sezione di Central Park di 10.000 m². L'accesso agli Strawberry fields è su Central Park West, in corrispondenza della 72ª street e dei Dakota Apartments, abitazione di John Lennon e luogo del suo omicidio. Il mosaico circolare con l'unica parola scritta, Imagine (celebre canzone del cantante), è la riproduzione di un mosaico di Pompei di artigiani italiani e dono della città di Napoli.

## Trasporti
Il quartiere è servito dalla metropolitana attraverso diverse stazioni sulla linea IRT Broadway-Seventh Avenue (treni delle linee 1, 2 e 3), che si sviluppa al di sotto di Broadway, e sulla linea IND Eighth Avenue (treni delle linee A, B, C e D), che si sviluppa al di sotto di Central Park West.
Gli autobus attraversano la città da nord a sud e viceversa e da ovest ad est a viceversa attraversando Central Park.

## Film
- West Side Story (1961): si svolge nei caseggiati dove attualmente c'è il Lincoln Center, nella 66ª street.
- Attrazione fatale (1987): il personaggio di Michael Douglas vive in un palazzo tra la 100ª street e West End Avenue.
- Die Hard - Duri a morire (1995): in una scena esterna presso la stazione della metropolitana della 72ª street.
- Eyes Wide Shut (1999): l'appartamento dei protagonisti (Tom Cruise e Nicole Kidman) si trova sulla Central Park West.
- Ghostbusters - Acchiappafantasmi (1984): scene nella Tavern on the Green e al 55 di Central Park West, un edificio che, dopo il film, è stato rinominato "Ghostbusters Building". Il palazzo in realtà non è un grattacielo e la maggior parte dei piani erano un effetto ottico.
- C'è posta per te (1998)
- American Psycho (2000): il protagonista Patrick Bateman (Christian Bale) vive nell'American Gardens Building, al 55 della 81ª street di Central Park West.
- Vanilla Sky (2001): l'incidente autostradale accade nel Riverside Park, vicino alla 96ª street.
- Innamorarsi a Manhattan (2005): l'intero film è sceneggiato nel quartiere. Ci sono scene fuori l'American Museum of Natural History, sulla Central Park West, Broadway e la 72ª street, e il Settantunesimo (il più piccolo parco pubblico di NYC sulla 71ª street ovest tra Amsterdam Avenue e West End Avenue.
- Io sono leggenda (2007)
- Mamma, ho riperso l'aereo: mi sono smarrito a New York (1992): la casa dello zio Robert è sulla 95ª street.
- Men in Black II (2002)
- Panic Room (2002): sulla 94ª street.
- Prime (2005): Uma Thurman si rifà le unghie in un negozio sulla 89ª street.
- Spider-Man (2002): Columbia University.
- Spider-Man 2 (2004): American Museum of Natural History.
- Una notte al museo (2006)
- Vari di Woody Allen
  - Io e Annie (1977)
  - Manhattan (1979)
  - Hannah e le sue sorelle (1986)
  - La dea dell'amore (1995)

## Fiction
- Gossip Girl: la serie è principalmente ambientata qui
- Law & Order: il quartiere e i Morningside Heights, vicino alla Columbia University
- Sex and the City: la fiction ha usato molte location, tra cui l'appartamento di Miranda al 331 78ª street ovest
- Will & Grace: Will vive nell'appartamento 9C dell'88th Riverside Drive. Jack vive nell'appartamento 9ª dello stesso palazzo
- How I Met Your Mother: il bar dove sono soliti ritrovarsi i protagonisti e l'appartamento di Ted e Marshall si trova nell'Upper West Side.
- I Jefferson: dopo il telefilm Arcibaldo, George e Whizzie si trasferiscono nell'Upper West Side.
- Seinfeld: Ambientato prevalentemente in un appartamento dell'Upper West Side a New York
- La fantastica signora Maisel: La protagonista abita nell'Upper West Side, al 385 di Riverside Drive